# Pedostibes
Pedostibes és un gènere d'amfibis de la família dels bufònids.

## Taxonomia
- Pedostibes everetti (Boulenger, 1896)
- Pedostibes hosii (Boulenger, 1892)
- Pedostibes kempi (Boulenger, 1919)
- Pedostibes maculatus (Mocquard, 1890)
- Pedostibes rugosus (Inger, 1958)
- Pedostibes tuberculosus (Günther, 1876)